# Daniszów (gromada)
Daniszów (do 30 XII 1961 Walentynów; od 1 VII 1967 Maruszów) – dawna gromada, czyli najmniejsza jednostka podziału terytorialnego Polskiej Rzeczypospolitej Ludowej w latach 1954–1972.
Gromady, z gromadzkimi radami narodowymi (GRN) jako organami władzy najniższego stopnia na wsi, funkcjonowały od reformy reorganizującej administrację wiejską przeprowadzonej jesienią 1954 do momentu ich zniesienia z dniem 1 stycznia 1973, tym samym wypierając organizację gminną w latach 1954–1972.
Gromadę Daniszów z siedzibą GRN w Daniszowie utworzono 31 grudnia 1961 w powiecie lipskim w woj. kieleckim w związku z przeniesieniem siedziby gromady Walentynów z Walentynowa do Daniszowa i zmianą nazwy jednostki na gromada Daniszów.
W 1965 roku gromada miała 27 członków gromadzkiej rady narodowej.
1 lipca 1967 z gromady Daniszów wyłączono wsie Poręba i Śląsko włączając je do gromady Lipsko w tymże powiecie, po czym gromadę Daniszów zniesiono przez przeniesienie siedziby GRN z Daniszowa do Maruszowa i zmianę nazwy jednostki na gromada Maruszów (uchwałę opublikowano dopiero 25 kwietnia 1969).